# Alexis Dziena
Alexis Gabbriel Dziena, född 8 juli 1984 i New York i New York, är en amerikansk skådespelerska. Hon har påbrå från Irland, Italien och Polen.

## Filmografi

### Film
| År   | Film                              | Roll               | Notering                    |
| ---- | --------------------------------- | ------------------ | --------------------------- |
| 2003 | Season of Youth                   |                    |                             |
| 2003 | Mimic 3: Sentinel                 | Rosy Montrose      |                             |
| 2003 | Bringing Rain                     | Lysee Key          | Direkt till video           |
| 2003 | Rhinoceros Eyes                   |                    |                             |
| 2003 | The Wonderland Murders            | Gophers flickvän   | Borttagna scener            |
| 2004 | She's Too Young                   | Hannah Vogul       |                             |
| 2005 | Strangers with Candy              | Melissa            |                             |
| 2005 | Stone Cold                        | Candace Pennington | aka Jesse Stone: Stone Cold |
| 2005 | The Great New Wonderful           | Angie              | Borttagna scener            |
| 2005 | Broken Flowers                    | Lolita             |                             |
| 2005 | Pizza                             | Emily              |                             |
| 2005 | Kaos                              | Sasha              |                             |
| 2007 | Sex and Breakfast                 | Heather            |                             |
| 2008 | Fool's Gold                       | Gemma Honeycutt    |                             |
| 2008 | Tenderness                        | Maria              |                             |
| 2008 | Nick och Norahs oändliga låtlista | Tris               |                             |
| 2010 | When in Rome                      | Joan               |                             |

### Television
| År        | Serie                             | Roll           | Avsnitt               |
| --------- | --------------------------------- | -------------- | --------------------- |
| 2002      | Witchblade                        | Bola           | "Parabolic"           |
| 2003      | Law & Order: Special Victims Unit | Mia Van Wagner | "Pandora"             |
| 2003      | Law & Order                       | Lena Parkova   | "House Calls"         |
| 2005      | Joan of Arcadia                   | Bonnie         | "Secret Service"      |
| 2005      | Joan of Arcadia                   | Bonnie         | "Trial and Error"     |
| 2005-2006 | Invasion                          | Kira Underlay  | 21 stycken            |
| 2007      | One Life to Live                  | Pretty Girl    | #1.9839               |
| 2010      | Entourage                         | Ashley Brooks  | Återkommande karaktär |